# Jasor
Jasor o Hazor era una ciudad antigua ubicada en la parte superior de Galilea, al norte del mar de Galilea, entre Ramah y Kadesh, en los terrenos altos que sobrevuelan el lago Merom. Sobre los restos de la antigua Jasor se alza el llamado Tel Hazor (en hebreo תל חצור) (también, Hatzor), un tell cuyos restos arqueológicos son los más grandes y ricos de la moderna Israel. En tiempos modernos, el lugar ha sido objeto de varias excavaciones, comenzando en 1955 con las financiadas por James A. de Rothschild, que fueron publicadas en un conjunto de cinco volúmenes por la Sociedad de Exploración de Israel. En 2005, los restos de Jasor fueron considerados un lugar Patrimonio de la Humanidad por la Unesco como parte del sitio «Tells bíblicos - Megido, Jasor, Beerseba».

## Jasor canaanita
Durante el Segundo período intermedio egipcio y principios del Imperio Nuevo (conjuntamente abarcan entre el siglo XVIII a. C. y el XV a. C.), Canaán fue un estado vasallo de los egipcios, y así por documentos del siglo XIV a. C., del archivo de Amarna en Egipto, se describe al rey de Jasor (en las cartas de Amarna es llamado Hasura), Abdi-Tirshi, jurando lealtad a los faraones egipcios. En estos documentos Jasor aparece descrito como una ciudad importante en Canaán. También se le menciona en los documentos del Siglo XVIII a. C. encontrados en Mari en el río Éufrates.
Según el Libro de Josué, Jasor era la sede de Jabin, un poderoso rey cananeo que dirigió la confederación cananea contra Josué, pero éste lo derrotó y quemó Jasor completamente. Según el Libro de los Jueces Jasor era la sede de Jabín, el rey de Canaán, cuyo comandante, Sísara, guio un ejército cananeo contra Barac, pero al final fue derrotado. Los estudiosos del texto creen que el relato en prosa sobre Barak, que difiere del poético en el Cántico de Débora, es una mezcla de relatos de dos acontecimientos diferentes, uno referente a Barac y Sísara como en el relato poético, y otro en referencia a la confederación y derrota de Jabín. Además, algunos estudiosos creen que el Libro de Jueces y el Libro de Josué dan relatos paralelos, refiriéndose a los mismos acontecimientos, más que describiendo períodos diferentes, y así se refieren al mismo Jabín, un poderoso rey con base en Jasor, cuya confederación cananea fue derrotada por un ejército israelita.

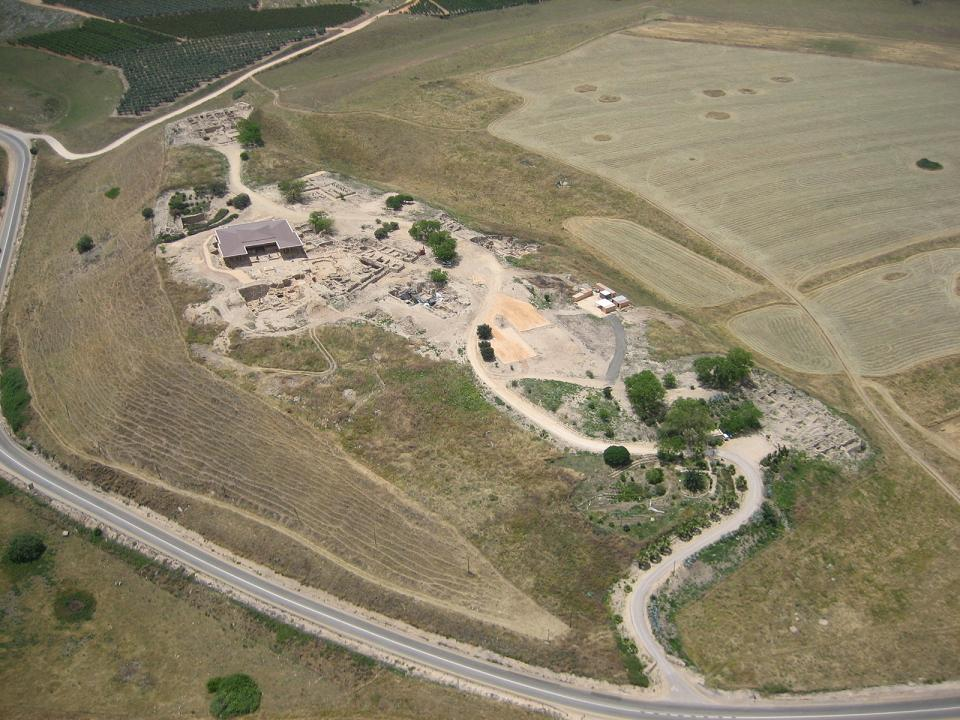
Foto aérea de Tel Hazor.

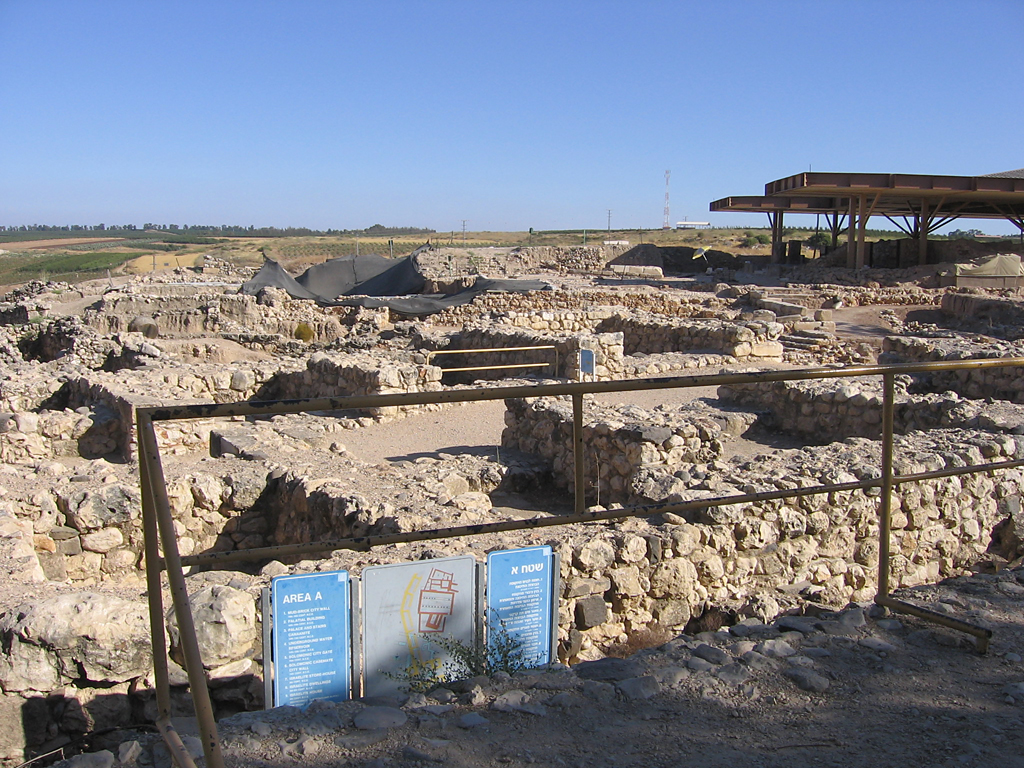
La puerta con cámara de los tiempos de Salomón.

Algunos arqueólogos creen que los israelitas emergieron simplemente como una subcultura dentro de la sociedad cananea, y así la conquista israelí de Canaán no ocurrió como dice la Biblia; la mayoría de los eruditos bíblicos creen que el Libro de Josué mezcla varias batallas independientes entre grupos diversos, a lo largo de diversos siglos y artificialmente las atribuye a un solo líder, Josué. No obstante, un estrato arqueológico de alrededor del año 1200 a. C. muestra señales de un fuego catastrófico, y tablillas cuneiformes encontradas en el yacimiento se refieren a monarcas llamados Ibni Addi, donde Ibni puede ser el origen etimológico de Yavin (Jabín). La ciudad también muestra signos de haber sido una magnífica ciudad cananea antes de su destrucción, con grandes templos y opulentos palacios, dividida en una acrópolis superior y una ciudad inferior; la localidad evidentemente fue una gran ciudad cananea, lo que corrobora la afirmación en Josué 11:10 sobre la preeminencia de la ciudad en aquel tiempo.
Sin embargo, las tablillas cuneiformes que mencionan a Ibni datan de mediados de la Edad del Bronce (2000-1550 a. C.), muy anterior a la capa de destrucción, lo que en sí difiere sustancialmente en fecha de las destrucciones de la Edad del Bronce tardía de Afec (Antipatris), Lakís y Megido; así estas ciudades no pueden haber sido destruidas por un solo ejército guiado por un individuo en concreto en una única campaña (como el Libro de Josué relata), debido al período involucrado. Los arqueólogos sospechan que la auténtica razón de la destrucción de Hazor serían simples conflictos civiles, ataques de los pueblos del mar, y también, o como alternativa a lo anterior, el resultado del declive general de la civilización por todo el Mediterráneo oriental en la Edad del Bronce tardía.
Amnon Ben-Tor de la Universidad Hebrea de Jerusalén ha sostenido que la evidencia recientemente descubierta de destrucción violenta por quema verifica el relato bíblico. En 2012, un equipo dirigido por Ben-Tor y Sharon Zuckerman descubrieron un palacio quemado del siglo XIII a. C. en cuyos almacenes encontraron aguamaniles de 3.400 años que contenían cultivos quemados; sin embargo, Sharon Zuckerman no está de acuerdo con la teoría de Ben-Tor y afirma que el incendio fue el resultado de las numerosas facciones de la ciudad que se enfrentaban entre sí con excesiva fuerza. El erudito bíblico Richard Elliot Friedman (Universidad de Georgia) sostiene que los israelitas sí estuvieron tras la destrucción de Hazor, pero que tal destrucción encaja mejor con el relato del Libro de los Jueces.

## Jasor israelita
Los restos arqueológicos sugieren que algún tiempo después de su destrucción, la ciudad de Jasor fue reconstruida como un pueblo menor. Según el Libro de los Reyes, la ciudad junto con Megido y Gézer, fue luego sustancialmente fortificada y ampliada por Salomón. Como los de Megido y Gézer, los restos de Jasor muestran que durante la Edad del Hierro temprana la ciudad tuvo una altamente distintiva puerta con seis cámaras, así como un estilo característico en sus edificios administrativos; los arqueólogos se han convencido de que estas construcciones de Jasor fueron erigidas por el mismo líder que las de Megido y Gézer. Por referencia al Libro de los Reyes, muchos arqueólogos sostienen que estos restos verifican las narraciones bíblicas de ser construidas en el siglo X a. C. En particular, el jefe arqueólogo Amnon Ben-tor en Jasor. Sin embargo otros arqueólogos sitúan estas estructuras en principios del siglo IX a. C., en el reinado de los omridas más que en el de Salomón. Un arqueólogo ha propuesto que debido al prejuicio religioso de los autores bíblicos contra los omridas (que eran politeístas), los grandes logros de dicha dinastía fueron en lugar de ello adscritos a un rey anterior, Salomón.
Yigael Yadin, uno de los primeros arqueólogos que trabajó en el lugar, vio ciertos rasgos como claramente "omridas"; Megido, Gézer y Jasor tienen todas hondos pozos excavados en roca, desde cuya base labraron túneles en la roca que llevan a un pozo que alcanza la mesa de agua, un sistema de almacenamiento de agua que Yadin atribuyó al gobierno de Acab; Yadin también atribuyó a Acab una ciudadela, que mide 25 x 21 m, con gruesos muros de dos metros de ancho, que fue erigida en la parte oriental de Jasor. Sin embargo, la datación de Yadin se basó en la suposición de que la capa conectada con las puertas y los edificios administrativos fueron construidos por Salomón, algo cuestionado por otros arqueólogos.
Los restos arqueológicos indican que hacia la segunda mitad del siglo IX a. C., cuando el rey de Israel era Jehú, Jasor quedó bajo el control de Aram-Damasco. La mayoría de los arqueólogos sospechan que posteriormente a esta conquista, no mencionada por la Biblia, hubo un período sostenido de ocupación por las fuerzas arameas; los restos indican que Jasor fue reconstruida poco después de su conquista por Aram, probablemente como una ciudad aramea. Cuando los asirios después derrotaron a los arameos, parece que Jasor volvió a control israelita; los documentos asirios indican que Joás, el rey de Israel por aquel entonces, pagaba tributo a Asiria e Israel se había convertido en vasallo asirio. Posteriormente la ciudad, junto con el resto del reino de Israel, entró en un período de gran prosperidad, particularmente durante el gobierno de Jeroboam II; la mayor parte de los arqueólogos hoy atribuyen las construcciones posteriores, de gran escala, en Jasor, Megido y Gézer, incluyendo las estructuras hidráulicas, a esta época.
La rebelión que intentó Israel contra la dominación asiria dio como resultado una invasión por las fuerzas del gobernante asirio, Tiglath-Pileser III; la evidencia sobre el terreno sugiere intentos precipitados de reforzar las defensas de Jasor. A pesar de las defensas, en el año 732 a. C. Jasor fue capturada, su población deportada, y la ciudad quemada hasta sus cimientos.

## Museo
Los hallazgos de la excavación se albergan en un museo de Ayelet HaShahar. En 2008, los objetos del museo resultaron dañados por un terremoto.

## Citas y notas
1. ↑  «Biblical Tels - Megiddo, Hazor, Beer Sheba». UNESCO Culture Sector. Consultado el 9 de marzo de 2015.
2. ↑  Josué 11:1-14.
3. ↑  Josué 11:1-5, 11:10-13
4. ↑  Jueces 4:1-24
5. 1 2 3  Peake's commentary on the Bible. Routledge. 2004. ISBN 0-415-26355-7. OCLC 956946939. Consultado el 30 de octubre de 2021.
6. ↑  Jewish Encyclopedia, Book of Joshua y Book of Judges
7. ↑  «JABIN - JewishEncyclopedia.com». www.jewishencyclopedia.com. Consultado el 30 de octubre de 2021.
8. 1 2 3 4 5 6 7 8 9 10 11 12 13 14 15 16  Israel Finkelstein, La Biblia desenterrada
9. 1 2  «Hatzor - The Head of all those Kingdoms». www.mfa.gov.il. Consultado el 30 de octubre de 2021.
10. ↑  I Reyes 20:26, 30; II Reyes 13:17
11. ↑  Ben-tor, Amnon. «Who Destroyed Canaanite Hazor?». BAR. Consultado el 30 de octubre de 2021.
12. 1 2  «A 3,400-year-old Mystery: Who Burned the Palace of Canaanite Hatzor?». Haaretz (en inglés). Consultado el 30 de octubre de 2021.
13. ↑  Friedman, Richard Elliott (2017). The Exodus: how it happened and why it matters. p. 80. ISBN 978-0-06-256526-6. OCLC 1003643662. Consultado el 30 de octubre de 2021.
14. ↑  I Reyes 9:15
15. ↑  Dever, William G. (10 de mayo de 2001). What Did the Biblical Writers Know and When Did They Know It?: What Archeology Can Tell Us About the Reality of Ancient Israel (en inglés). Wm. B. Eerdmans Publishing.(en inglés). Wm. B. Eerdmans Publishing. ISBN 978-0-8028-2126-3.
16. ↑  Ben-Tor, Amnon (2016). Hazor: Canaanite metropolis, Israelite city. Israel Exploration Society. pp. 132-146. ISBN 978-965-221-101-9. OCLC 945028849. Consultado el 18 de junio de 2022.
17. ↑  II Reyes 14:1.
18. ↑  2 Reyes 15:29
19. ↑  haaretz.co.il